# Cesarino Franco
Cesare Franco, detto Cesarino Franco (Acquaviva delle Fonti, 4 dicembre 1884 – Bari, 30 ottobre 1959), è stato un compositore e flautista italiano.
Nacque da Giuseppe Franco e Aurelia Squicciarini, zii del più celebre Cesare Franco.

## Opere
- Berceuse, Bari 1916
- Capriccio
- Il passato non torna più
- I figli del pastore, duetto per flauti
- Due passi in campagna
- La fine d'un fiore
- La Signorina pazza, Bari 1942
- Mazurka da concerto, Op. 1, 1916
- Minuetto
- Sarà!...
- Scherzo, Op. 2, 1917
- Galopp
- Concerto per violino in do maggiore.[1]

## Discografia
- Cesare Franco e Cesarino Franco, Musica ritrovata... ad Acquaviva delle Fonti, Giuseppe Bini (pianoforte), Natalizia Carone (soprano), Ferdinando Dascoli (flauto) und Riccardo Perpich (violino).